# Agrionympha vari
Agrionympha vari is een vlinder uit de familie oermotten (Micropterigidae). De wetenschappelijke naam van deze soort is voor het eerst geldig gepubliceerd in 1978 door Whalley.
De soort komt voor in tropisch Afrika.